# Thomas Fabbiano
Thomas Fabbiano (San Giorgio Ionico, 26 maggio 1989) è un ex tennista italiano.
È stato nº 70 del ranking nel settembre 2017 in singolare, specialità in cui ha raggiunto una semifinale del circuito maggiore e ha vinto diversi tornei nei circuiti minori. In doppio ha disputato due semifinali ATP, ha vinto alcuni tornei nei cincuiti minori e non è andato oltre la posizione nº 208 nel ranking.
Nel 2007 ha vinto in coppia con il bielorusso Andrei Karatchenia il torneo di doppio all'Open di Francia ragazzi. Tra i suoi allenatori più importanti vi sono stati Federico Placidilli e più di recente Massimo Sartori, il coach storico di Andreas Seppi.

## Carriera

### Juniores
Debutta nell'ITF Junior Circuit nel 2004 e quell'anno vince un torneo di Grade 5 in singolare e due in doppio. Nel 2005 prende parte alla Coppa Davis Junior e l'Italia perde la finale del terzo posto. A fine anno raggiunge la semifinale in doppio al prestigioso Grade A dell'Orange Bowl. Nel 2006 vince alcuni tornei di Grade 1 e si spinge fino ai quarti di finale in singolare al Grade A brasiliano del Banana Bowl e in doppio al Roland Garros. Inizia il 2007 raggiungendo la semifinale in singolare agli Australian Open e in aprile sale al 6º posto del ranking mondiale. In maggio vince il torneo di doppio juniores all'Open di Francia in coppia con Andrei Karatchenia, sconfiggendo in finale Kellen Damico / Jonathan Eysseric. Dopo i quarti di finale giocati in doppio a Wimbledon, chiude l'esperienza tra gli juniores agli US Open raggiungendo le semifinali in singolare e i quarti di finale in doppio.

### 2004-2008: inizi da professionista e primi titoli
Fa la sua prima apparizione tra i professionisti nel 2004 in doppio al Challenger di Manerbio e inizia a giocare con continuità nel 2007 nel circuito ITF Futures.  Quell'anno vince i primi titoli di categoria, il primo in doppio a luglio al torneo Italy F24 e il secondo in singolare a settembre all'Italy F32. A marzo debutta in singolare nel circuito Challenger con una sconfitta all'Open Barletta e a maggio fa la sua prima esperienza nel circuito maggiore alle qualificazioni degli Internazionali d'Italia, venendo sconfitto al primo incontro. Ad agosto raggiunge i quarti di finale al Challenger di Trani. L'anno successivo supera per la prima volta le qualificazioni nel circuito maggiore agli Internazionali d'Italia e perde al primo turno contro Nicolas Mahut dopo aver vinto il primo set. Ad agosto alza il suo primo trofeo Challenger vincendo il torneo di doppio a Manerbio in coppia con Boris Pašanski, battendo in finale Massimo Dell'Acqua / Alessio Di Mauro. Nel corso della stagione si aggiudica inoltre tre titoli ITF in singolare e due in doppio.

### 2009-2012: due titoli Challenger in doppio
Nel 2009 gioca soprattutto nei Challenger e in singolare non supera mai i quarti di finale, mentre in doppio vince un titolo ITF e raggiunge una semifinale Challenger. Nel 2010 vince due titoli ITF in singolare e due Challenger in doppio a San Benedetto del Tronto e a Trani. A settembre disputa il suo secondo incontro in un torneo ATP a Metz, dove supera le qualificazioni e viene sconfitto da Philipp Kohlschreiber. Nel 2011 vince due titoli ITF e non supera i quarti di finale nei Challenger in singolare, mentre in doppio perde entrambe le finali Challenger disputate. Anche l'anno dopo non compie sostanziali progressi, vince l'unico titolo in singolare in un torneo ITF e disputa in doppio una finale Challenger.

### 2013: primo titolo Challenger in singolare e top 200 del ranking
Nel luglio 2013 gioca la sua prima semifinale Challenger a Todi, elimina tra gli altri il nº 62 del ranking Albert Ramos Viñolas e viene sconfitto da Santiago Giraldo. La settimana successiva esce in semifinale anche a San Benedetto del Tronto. Il 22 luglio si aggiudica a Recanati il suo primo torneo Challenger in singolare in carriera sconfiggendo in finale David Guez con il punteggio di 6-0, 6-3, risultato con cui entra per la prima volta nella top 200 del ranking. Il 24 agosto entra nel main draw agli US Open superando le qualificazioni e viene eliminato al primo turno da Milos Raonic in tre set. Alla fine del 2013 è 180º nel ranking mondiale dopo esser stato 167º in settembre.

### 2014-2015: quattro titoli ITF

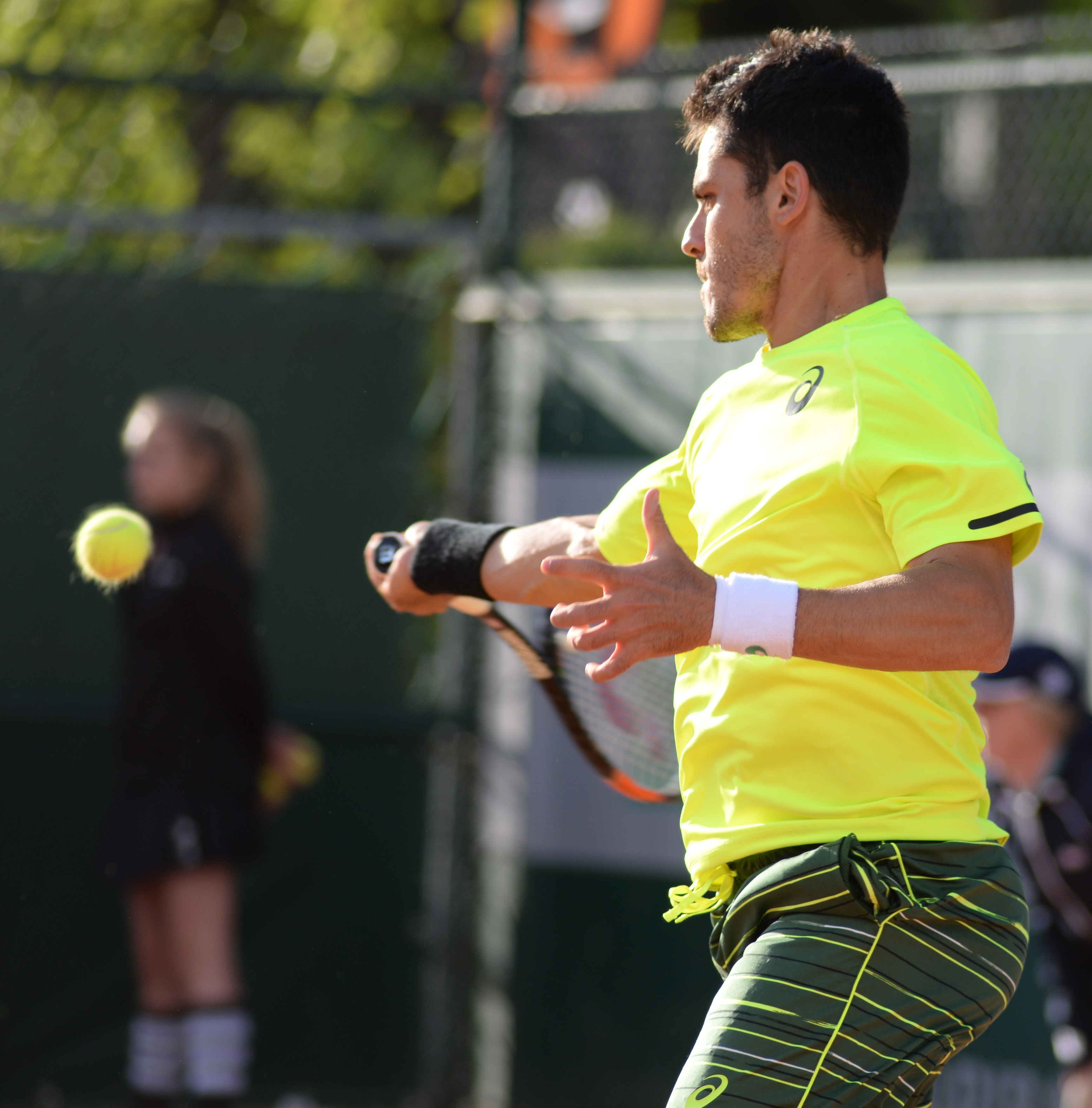
Thomas Fabbiano nel 2015

Nel 2014 ottiene i migliori risultati con le semifinali Challenger a Guadalupa in aprile e a Shanghai a settembre; di rilievo anche la finale di doppio a Mersin in coppia con Matteo Viola. Partecipa alle qualificazioni di tutti e quattro gli Slam, ma viene sempre eliminato al primo turno. La mancata conferma agli US Open lo fa retrocedere ben oltre la duecentesima posizione del ranking ATP. A fine stagione gioca alcuni tornei Futures in Grecia.
Dopo alcuni infruttuosi tentativi di qualificazione nei tornei del circuito maggiore all'inizio del 2014 (compresi gli Australian Open), a marzo conquista tre titoli Futures consecutivi in singolare ad Hammam Sousse, battendo il brasiliano Henrique Cunha nella prima finale e il bulgaro Alexandǎr Lazov nelle altre due; nel terzo torneo si aggiudica il titolo anche in doppio. Nel prosieguo della stagione raggiunge la semifinale nei Challenger di Napoli, Nanchang, Ho Chi Min e Suzhou. A settembre perde la finale in doppio allo Shanghai Challenger.
Supera in tre occasioni le qualificazioni nel circuito ATP e viene sempre sconfitto al primo turno. A Bucarest viene eliminato da Janko Tipsarević e rientra nella top 200, mentre agli Internazionali d'Italia e a Umago viene sconfitto rispettivamente da Richard Gasquet e da Andreas Haider-Maurer. Chiude la stagione alla 157ª posizione del ranking mondiale.

### 2016: un titolo Challenger, primi incontri vinti nell'ATP Tour e top 100

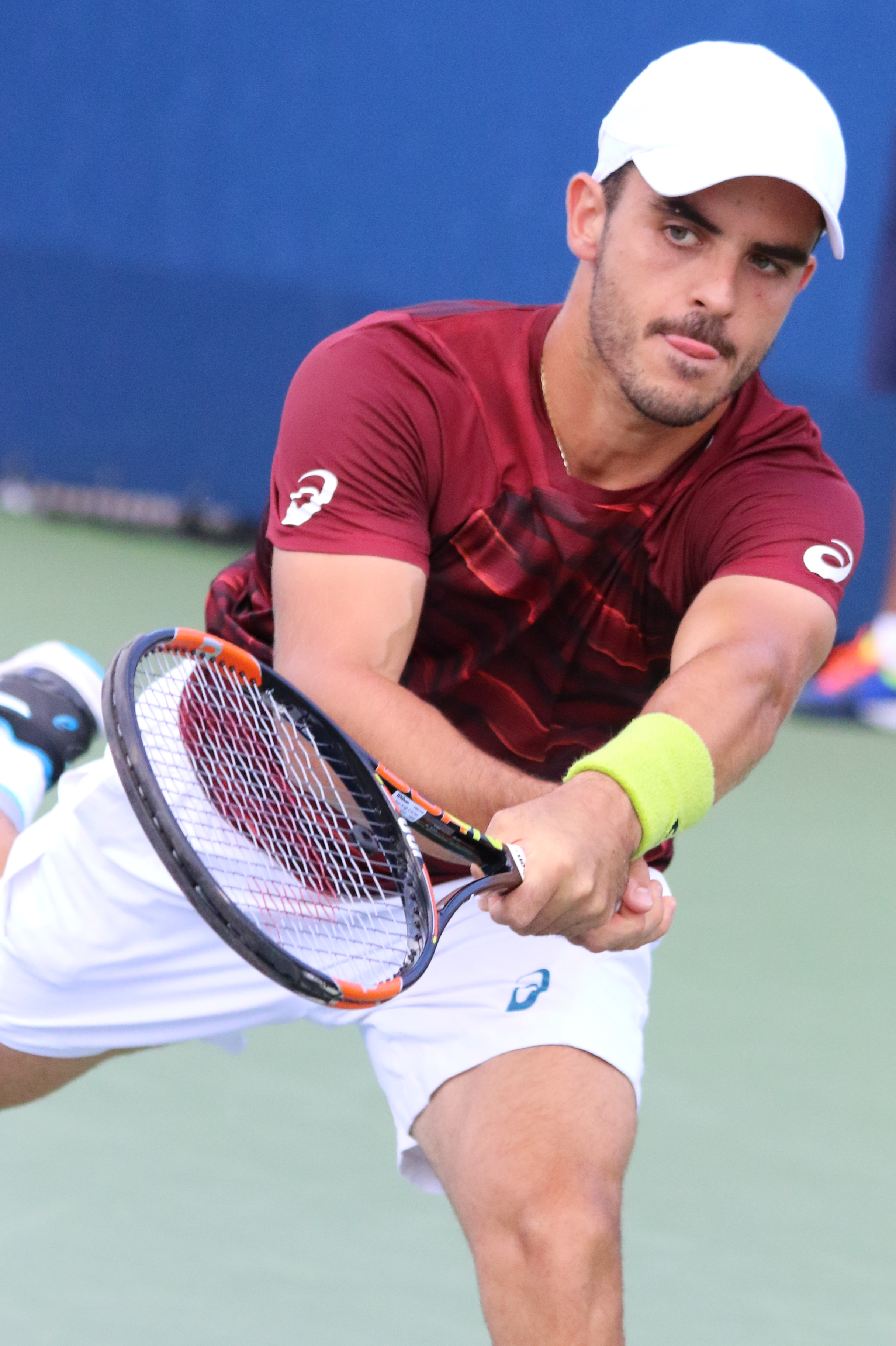
Fabbiano agli US Open 2016

Inizia la stagione all'ATP 250 di Chennai, dove supera le qualificazioni e vince il primo incontro in carriera in un tabellone principale ATP sconfiggendo al primo turno l'altro qualificato Jozef Kovalík; ha quindi la meglio su Gilles Müller prima di arrendersi in due set nei quarti di finale alla testa di serie nº 3 Benoît Paire. Sale alla posizione nº 142 del ranking e viene eliminato nelle qualificazioni degli Australian Open. Conquista invece il main draw a Sofia e viene battuto al primo turno da Daniel Brands. Anche a Dubai accede al main draw passando dalle qualificazioni, supera al primo turno Leonardo Mayer e negli ottavi di finale viene sconfitto dal nº 7 del mondo Tomáš Berdych. In marzo vince a Zhuhai il secondo Challenger in carriera battendo in finale Ze Zhang per 5-7, 6-1, 6-3. In aprile entra per la prima volta in carriera nella top 100, al 98º posto, dopo aver raggiunto due semifinali consecutive a Shenzhen e Ra'anana. La classifica gli consente di accedere direttamente all'ATP 250 di Estoril, dove perde al primo turno contro Stéphane Robert. In maggio perde al primo turno delle qualificazioni degli Internazionali d'Italia.
Sconfitto al terzo turno di qualificazione al Roland Garros, viene ripescato come lucky loser e partecipa per la prima volta al tabellone principale dello Slam parigino; al primo turno viene sconfitto in quattro set dal nº 23 del mondo Feliciano López. Non supera le qualificazioni a Wimbledon, perdendo al turno decisivo contro Marius Copil. Entra nel tabellone principale dei tornei ATP di Amburgo, dove esce al primo turno, e di Umago, dove supera il primo turno ai danni di Franko Škugor prima di cedere negli ottavi a Damir Džumhur. Con Škugor disputa a Umago anche il torneo di doppio e raggiunge la prima semifinale ATP in carriera.
Viene convocato per le Olimpiadi di Rio pochi giorni prima dell'inizio della manifestazione e viene sconfitto al primo turno da Rogério Dutra da Silva. Coglie poi la sua seconda qualificazione agli US Open, eliminando Andrea Arnaboldi, il belga Yannik Reuter e Alejandro González, ma, per la terza volta su altrettante partecipazioni a uno Slam, si ferma al primo turno, perdendo in quattro set contro Karen Chačanov. L'ultima rilevante vittoria della stagione la coglie all'ATP di Shenzhen, dove supera le qualificazioni e al primo turno del main draw elimina Yoshihito Nishioka; al turno successivo si arrende a Thomaz Bellucci.

### 2017: tre titoli Challenger e 70º nel ranking
Inizia la stagione con le eliminazioni nelle qualificazioni a Doha e a Sydney. Supera invece per la prima volta il tabellone cadetto agli Australian Open e al primo turno del main draw viene sconfitto da Donald Young in tre set. In marzo si aggiudica il Challenger di Quanzhou battendo in finale Matteo Berrettini per 7-6, 7-6. In maggio vince due Challenger in Corea del Sud; a Gimcheon batte in finale Teimuraz Gabashvili in due set, mentre a Seul supera il padrone di casa Kwon Soon-woo al terzo set. Nelle qualificazioni del Roland Garros viene sconfitto al primo turno.

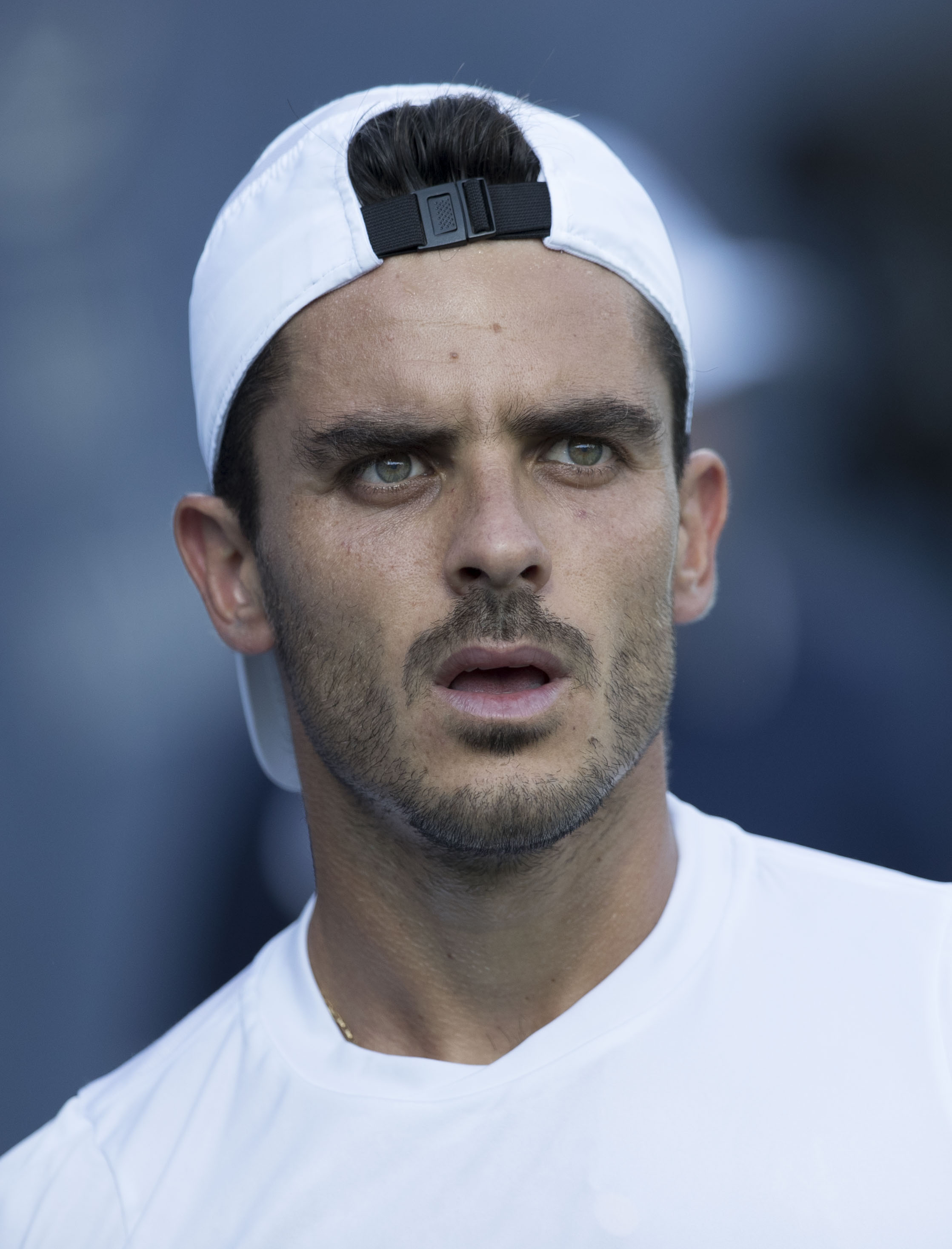
Fabbiano al Citi Open 2017

Raggiunge la finale sull'erba del Challenger di Nottingham e viene sconfitto da Dudi Sela, risultato che gli consente di portare la sua classifica ATP al 93º posto. La settimana successiva diventa il terzo giocatore italiano del ranking. Dopo aver superato le qualificazioni e il primo turno del main draw al torneo ATP 250 di Eastbourne, negli ottavi di finale perde in tre set dal nº 31 del mondo Steve Johnson. La permanenza tra i primi cento della classifica di singolare maschile gli consente di partecipare di diritto, per la prima volta in carriera, al torneo di Wimbledon, unico Slam al quale non era ancora riuscito ad accedere, e viene sconfitto al primo turno in tre set da Sam Querrey. Il 17 luglio si issa all'86º posto del ranking ATP.
Sul cemento americano, raggiunge i quarti nel Challenger di Gatineau e viene eliminato al primo turno negli ATP di Atlanta, Washington e Montréal. Battuto al secondo e ultimo turno delle qualificazioni al Masters 1000 di Cincinnati, viene ammesso come lucky loser nel tabellone principale in luogo del ritirato Roger Federer, beneficiando quindi di un bye al primo turno; al turno successivo viene sconfitto da Karen Chačanov con un doppio 6-2. Viene eliminato al primo turno anche a Wiston-Salem, per mano di Kyle Edmund.
Agli US Open ottiene la prima vittoria in carriera in uno Slam battendo al debutto il qualificato John-Patrick Smith in quattro set. Si impone poi in cinque set su Jordan Thompson, approdando ai sedicesimi di finale dove viene sconfitto in tre set da Paolo Lorenzi. Il 18 settembre porta il best ranking ATP alla 70ª posizione. Nel 250 di San Pietroburgo supera al primo turno Daniil Medvedev in due set e viene eliminato al secondo da Jan-Lennard Struff. Termina la stagione uscendo al primo turno ai tornei di Mosca e di Vienna e nelle qualificazioni al Masters 1000 di Parigi. Conclude il 2017 alla 73ª posizione della classifica mondiale, terzo giocatore italiano del ranking.

### 2018: terzo turno a Wimbledon

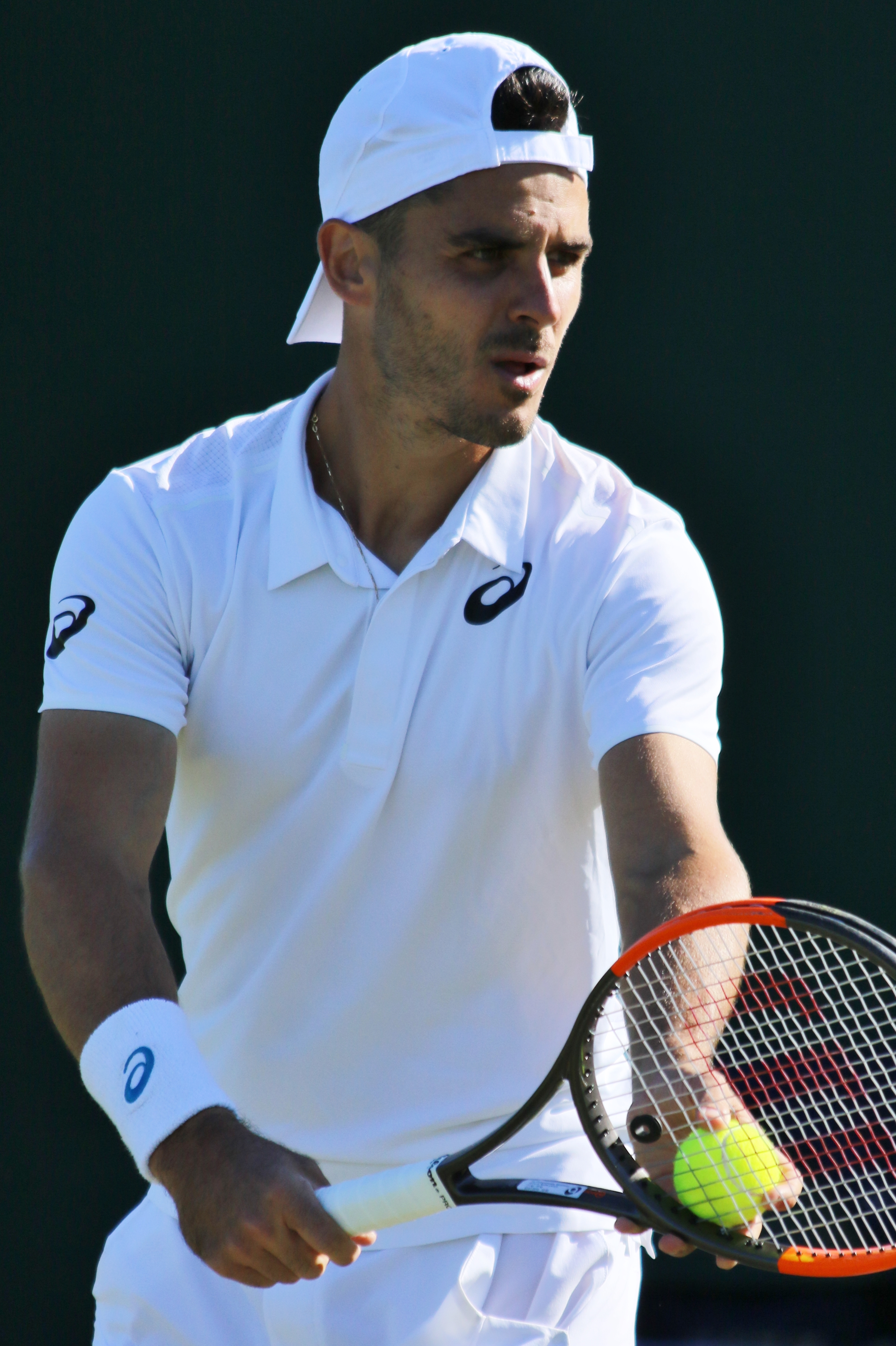
Thomas Fabbiano nel 2018

Sconfitto nelle qualificazioni all'esordio stagionale a Doha e agli Australian Open, ottiene la sua prima vittoria del 2018 all'ATP 250 di Marsiglia battendo all'esordio Félix Auger-Aliassime per 6-3 6-4, e viene sconfitto al secondo turno da Damir Džumhur dopo tre tie-break. Il secondo match vinto in stagione arriva al Master 1000 di Indian Wells con il successo sulla wild card Bradley Klahn, prima di cedere al turno successivo a Jack Sock. Perde al primo turno anche nei successivi impegni ATP di Miami, Marrakech e Budapest. Si spinge fino in semifinale al Tunis Challenger.
A Istanbul raggiunge per la seconda volta in carriera i quarti di finale di un torneo ATP, al primo turno elimina Michail Južnyj con un doppio 6-1, al secondo batte in tre set la testa di serie nº 2 Damir Džumhur e nei quarti raccoglie solo quattro giochi contro Jérémy Chardy. Vince per la prima volta un incontro al Roland Garros battendo Matthew Ebden e viene eliminato da Borna Ćorić. A Wimbledon supera le qualificazioni, batte al primo turno Yuki Bhambri e al secondo turno elimina il tre volte campione Slam Stan Wawrinka con il punteggio di 7-6, 6-3, 7-6. Nei sedicesimi si arrende in tre set a Stefanos Tsitsipas.
Comincia la stagione sul cemento americano a Los Cabos, dove supera il primo turno a spese di Takanyi Garanganga, prima di cedere in due tie-break a Džumhur. Partecipa a tre tornei Challenger sul cemento e raggiunge la semifinale di Aptos, mentre agli US Open non supera le qualificazioni. Dopo un'altra semifinale raggiunta al Challenger di Istanbul, esce nelle qualificazioni al Masters 1000 di Shanghai. Sempre in Cina, raggiunge a Ningbo l'ottava finale Challenger in carriera e conquista il suo sesto trofeo di categoria battendo in tre set Prajnesh Gunneswaran. Esce nei quarti di finale al Challenger di Liuzhou per mano dello stesso Gunneswaran e chiude la stagione alla posizione nº 101 del ranking.

### 2019: prime vittorie contro top 10 e prima semifinale ATP in singolare
Comincia il 2019 all'ATP 250 di Auckland e perde al turno decisivo delle qualificazioni da Maximilian Marterer. La posizione in classifica mondiale gli consente di accedere direttamente al tabellone principale degli Australian Open dove, eliminando in 4 set Jason Kubler, vince il suo primo incontro in carriera nel Major australiano, il quinto in una prova del Grande Slam. Al secondo turno sconfigge in cinque set Reilly Opelka nonostante i 67 ace messi a segno dall'avversario. Al suo esordio assoluto al terzo turno di Melbourne si arrende in tre set a Grigor Dimitrov.
Dopo nove sconfitte consecutive al primo turno, torna alla vittoria sull'erba del torneo ATP di Eastbourne; supera le qualificazioni a spese di Kenny de Schepper e Juan Ignacio Londero, sconfigge al primo turno del main draw James Ward in rimonta e al secondo Laslo Đere in due tie-break. Nei quarti dispone in due set di Gilles Simon raggiungendo per la prima volta la semifinale di un torneo ATP, dove viene sconfitto in tre partite da Sam Querrey. A Wimbledon bissa il risultato del 2018 giungendo al terzo turno. Al primo elimina in cinque set Stefanos Tsitsipas, nº 6 della classifica ATP, prendendosi la rivincita della sconfitta subita nell'edizione precedente e ottenendo la sua prima vittoria in carriera contro un top 10. Cinque set gli sono necessari anche nel secondo turno per avere la meglio su Ivo Karlović, mentre nei sedicesimi cede a Fernando Verdasco in tre partite.
Eliminato al primo turno a Umago, nel successivo 250 di Gstaad si spinge fino ai quarti di finale , supera Sandro Ehrat e Lorenzo Sonego prima della sconfitta subita contro Cedrik-Marcel Stebe. Eliminato al turno di esordio a Kitzbühel e Winston Salem, agli US Open batte al primo turno Dominic Thiem, nº 4 della classifica ATP e del seeding, con il punteggio di 6-4, 3-6, 6-3, 6-2 ottenendo la seconda vittoria in carriera contro un top 10, la prima nei confronti di un top 5. Nel turno successivo si arrende in cinque partite ad Aleksandr Bublik, nonostante un vantaggio di due set. Viene eliminato al primo turno del St. Petersburg Open e non supera le qualificazioni a Zhuhai, Tokyo e Shanghai. Viene sconfitto al primo turno anche a Mosca, mentre in doppio raggiunge le semifinali in coppia con Andreas Seppi. Uscito dalla top 100 in ottobre, chiude la stagione in 114ª posizione.

## Statistiche

### Tornei minori

#### Singolare

##### Vittorie (18)
| Legenda tornei minori |
| Challenger (6)        |
| Futures (12)          |

| N.  | Data              | Torneo                                      | Superficie  | Avversario in finale | Punteggio        |
| 1.  | 22 settembre 2007 | Italy F32, Olbia                            | Terra rossa | Massimo Dell'Acqua   | 4-6, 7-5, 7–6(4) |
| 2.  | 19 aprile 2008    | Italy F9, Francavilla al Mare               | Terra rossa | Victor Ioniță        | 6-2, 6-2         |
| 3.  | 2 agosto 2008     | Italy F24, La Spezia                        | Terra rossa | Marco Viola          | 6-4, 6-2         |
| 4.  | 11 ottobre 2008   | Italy F34, Quartu Sant'Elena                | Cemento     | Leonardo Azzaro      | 6-2, 4-6, 6-2    |
| 5.  | 14 marzo 2010     | Turkey F2, Adalia                           | Terra rossa | Pavol Červenák       | 6-3, 6-4         |
| 6.  | 31 luglio 2010    | Italy F19, La Spezia                        | Terra rossa | Francesco Aldi       | 6-0, 5-7, 6-3    |
| 7.  | 11 luglio 2011    | Italy F18, Modena                           | Terra rossa | Laurent Rochette     | 6-4, 6-4         |
| 8.  | 12 dicembre 2011  | Turkey F35, Adalia                          | Cemento     | Stefan Seifert       | 6-2, 6-1         |
| 9.  | 27 febbraio 2012  | USA F6, Harlingen                           | Cemento     | Peter Polansky       | 6-1, 4-6, 6-3    |
| 10. | 21 luglio 2013    | Guzzini Challenger, Recanati                | Cemento     | David Guez           | 6-0, 6-3         |
| 11. | 15 marzo 2015     | Tunisia F9, El Kantaoui                     | Cemento     | Henrique Cunha       | 6-3, 6-4         |
| 12. | 22 marzo 2015     | Tunisia F10, El Kantaoui                    | Cemento     | Alexandǎr Lazov      | 7–6(2), 4-6, 6-1 |
| 13. | 29 marzo 2015     | Tunisia F10, El Kantaoui                    | Cemento     | Alexandǎr Lazov      | 6-3, 6-1         |
| 14. | 13 marzo 2016     | Zhuhai Challenger, Zhuhai                   | Cemento     | Ze Zhang             | 5-7, 6-1, 6-3    |
| 15. | 25 marzo 2017     | International Challenger Quanzhou, Quanzhou | Cemento     | Matteo Berrettini    | 7–6(5), 7–6(7)   |
| 16. | 7 maggio 2017     | Challenger Gimcheon, Gimcheon               | Cemento     | Tejmuraz Gabašvili   | 7-5, 6-1         |
| 17. | 14 maggio 2017    | Seoul Open Challenger, Seul                 | Cemento     | Kwon Soon-woo        | 1-6, 6-4, 6-3    |
| 18. | 21 ottobre 2018   | Ningbo Challenger, Ningbo                   | Cemento     | Prajnesh Gunneswaran | 7-6, 4-6, 6-3    |

#### Doppio

##### Vittorie (8)
| Legenda tornei minori |
| Challenger (3)        |
| Futures (5)           |

| N. | Data           | Torneo                                                | Superficie  | Compagno               | Avversari in finale                     | Punteggio           |
| 1. | 27 luglio 2007 | Italy F24, Modena                                     | Terra rossa | Andrėj Karatčėnja      | Juan-Manuel Agasarkissian Agustin Picco | 6-1, 6-1            |
| 2. | 29 marzo 2008  | Croatia F5, Orsera                                    | Terra rossa | Marco Pedrini          | Roman Vogeli Jaroslav Pospíšil          | 7–6(4), 4-6, [10-8] |
| 3. | 16 agosto 2008 | Italy F26, Bolzano                                    | Terra rossa | Antonio Comporto       | Diego Alvarez Daniel King-Turner        | 6-1, 7–6(4)         |
| 4. | 24 agosto 2008 | Antonio Savoldi-Marco Cò - Trofeo Dimmidisì, Manerbio | Terra rossa | Boris Pašanski         | Massimo Dell'Acqua Alessio Di Mauro     | 7–6(7), 7-5         |
| 5. | 4 aprile 2009  | Italy F5, Viterbo                                     | Terra rossa | Stefano Valenti        | Diego Alvarez Guillermo Olaso           | 6-3, 6-2            |
| 6. | 11 luglio 2010 | Carisap Tennis Cup 2010, San Benedetto del Tronto     | Terra rossa | Gabriel Trujillo Soler | Francesco Aldi Daniele Giorgini         | 7–6(4), 7–6(5)      |
| 7. | 15 agosto 2010 | Trani Cup 2010, Trani                                 | Terra rossa | Matteo Trevisan        | Daniele Bracciali Filippo Volandri      | 6-2, 7-5            |
| 8. | 22 marzo 2015  | Tunisia F10, El Kantaoui                              | Cemento     | Giorgio Portaluri      | Benjamin Balleret Hugo Nys              | 6-2, 7–6(3)         |

## Risultati in progressione
| Sigla | Risultato               |
| ----- | ----------------------- |
| V     | Vincitore               |
| F     | Finalista               |
| SF    | Semifinalista           |
| O     | Oro olimpico            |
| A     | Argento olimpico        |
| SF    | Bronzo olimpico         |
| QF    | Quarti di Finale        |
| 4T    | Quarto turno            |
| 3T    | Terzo turno             |
| 2T    | Secondo turno           |
| 1T    | Primo turno             |
| RR    | Round Robin             |
| LQ    | Turno di qualificazione |
| A     | Assente                 |
| ND    | Non disputato           |

| Legenda superfici    |
| -------------------- |
| Cemento              |
| Terra battuta        |
| Erba                 |
| Superficie variabile |

| Torneo                     | 2011 | 2012 | 2013 | 2014 | 2015 | 2016 | 2017 | 2018 | 2019 | 2020 | 2021 | 2022 | Titoli      | V–S         |
| -------------------------- | ---- | ---- | ---- | ---- | ---- | ---- | ---- | ---- | ---- | ---- | ---- | ---- | ----------- | ----------- |
| Tornei Grande Slam         |      |      |      |      |      |      |      |      |      |      |      |      |             |             |
| Australian Open, Melbourne | Q1   | A    | Q2   | Q1   | Q1   | Q2   | 1T   | 1T   | 3T   | Q1   | Q1   | Q3   | 0 / 3       | 2–3         |
| Roland Garros, Parigi      | A    | A    | A    | Q1   | Q2   | 1T   | Q1   | 2T   | 1T   | A    | Q2   | Q1   | 0 / 3       | 1–3         |
| Wimbledon, Londra          | A    | Q2   | A    | Q1   | Q1   | Q3   | 1T   | 3T   | 3T   | ND   | Q1   | Q1   | 0 / 3       | 4–3         |
| US Open, New York          | A    | A    | 1T   | Q1   | Q3   | 1T   | 3T   | Q2   | 2T   | A    | Q1   | A    | 0 / 4       | 3–4         |
| Vittorie-Sconfitte         | 0–0  | 0–0  | 0–1  | 0–0  | 0–0  | 0–2  | 2–3  | 3–3  | 5-4  | 0-0  | 0-0  | 0-0  | 0 / 13      | 10–13       |
| Statistiche carriera       |      |      |      |      |      |      |      |      |      |      |      |      |             |             |
| Titoli–Finali              | 0–0  | 0–0  | 0–0  | 0–0  | 0–0  | 0–0  | 0–0  | 0–0  | 0-0  | 0-0  | 0-0  | 0-0  | 0–0         | 0–0         |
| Ranking a fine anno        | 331  | 242  | 185  | 258  | 157  | 124  | 82   | 101  | 114  | 172  | 204  | 317  | 2 258 656 $ | 2 258 656 $ |

### Vittorie contro giocatori Top 10
| Stagione | 2019 | 2020 | Totale |
| Vittorie | 2    | 0    | 2      |

| #    | Giocatore          | Ranking | Evento                      | Superficie | Turno | Punteggio                  |
| ---- | ------------------ | ------- | --------------------------- | ---------- | ----- | -------------------------- |
| 2019 |                    |         |                             |            |       |                            |
| 1.   | Stefanos Tsitsipas | 7       | Torneo di Wimbledon, Londra | Erba       | 1T    | 6–4, 3–6, 6–4, 6(8)–7, 6–3 |
| 2.   | Dominic Thiem      | 4       | US Open, New York           | Cemento    | 1T    | 6–4, 3–6, 6–3, 6–2         |